# Chapelle Notre-Dame-de-Chiquinquirá
La chapelle Notre-Dame-de-Chiquinquirá est un édifice colombien de culte catholique, situé dans la municipalité de La Ceja. Elle est vouée à Notre Dame de Chiquinquirá.
Ce bâtiment est déclaré monument national via le décret no 1908 du 2 novembre 1995.